# Rhogogaster punctulata
Rhogogaster punctulata är en stekelart som först beskrevs av Johann Christoph Friedrich Klug 1817.  Rhogogaster punctulata ingår i släktet Rhogogaster, och familjen bladsteklar. Arten är reproducerande i Sverige.